# پل گودینسون
پل گودینسون (انگلیسی: Paul Goodison؛ زادهٔ ۲۹ نوامبر ۱۹۷۷) قایقران قایق بادبانی اهل بریتانیا است.